# Synophis niceforomariae
Synophis niceforomariae — вид змій родини полозових (Colubridae). Ендемік Колумбії. Описаний у 2016 році.

## Поширення і екологія
Synophis niceforomariae мешкають в горах Центрального хребта Колумбійських Анд в департаментах Антіокія, Кальдас і Толіма.